# Concert for Kampuchea
Concert for Kampuchea é um filme britânico dirigido por Keith McMillan e lançado em agosto de 1980. Trata-se de uma seleção dos melhores momentos do evento musical Concerts for the People of Kampuchea, que contou com a participação de nomes como The Clash, Queen e The Who.

## Canções apresentadas
- Queen

"Now I'm Here"
"Cumquat Serenade by Dave Lee"
"'39"
- Matumbi

"Guide Us Jah (In Your Own Way)"
- The Clash

"Armagideon Time"
- The Pretenders

"The Wait"
- Wings

"Got To Get You Into My Life"
"Getting Closer"
"Every Night"
"Arrow Through Me"
"Coming Up"
- The Specials

"Monkey Man"
- Elvis Costello & The Attractions

"The Imposter"
- Rockpile

"Crawling From The Wreckage"
"Little Sister" (com Robert Plant)
- Ian Dury & The Blockheads

"Sweet Gene Vincent"
"Hit Me With Your Rhythm Stick"
- The Who

"Sister Disco"
"Behind Blue Eyes"
"See Me, Feel Me"
- Billy Connolly

"Introduction to the Rockestra"
- Rockestra

"Lucille"
"Let It Be"
"Rockestra Theme"